# Kísilvegur
La Kísilvegur (87) è una strada dell'Islanda che, partendo dalla Hringvegur nei pressi del lago Mývatn, raggiunge la Norðausturvegur nei pressi di Húsavík.

## Galleria d'immagini

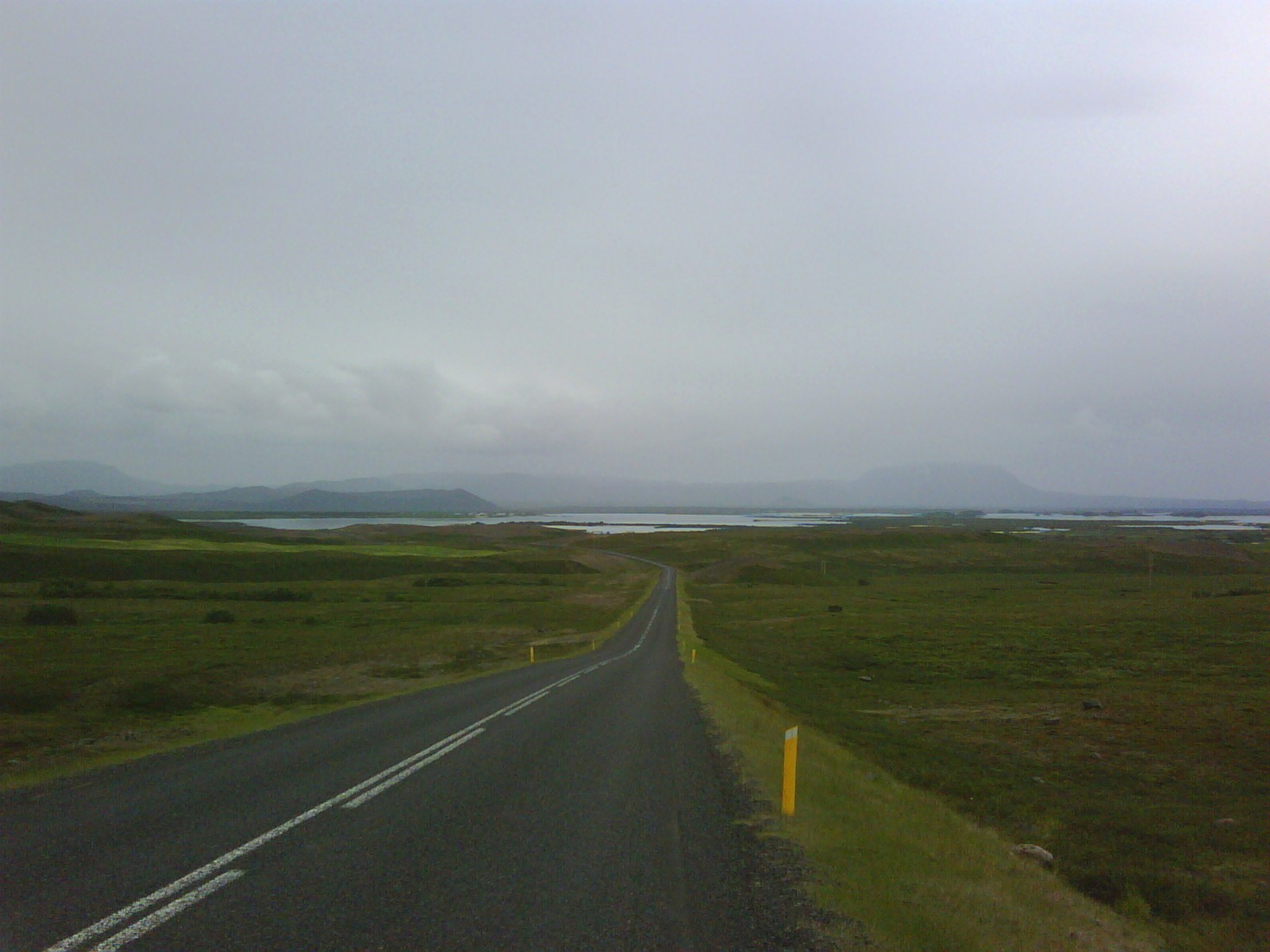
Strada 87 verso Mývatn
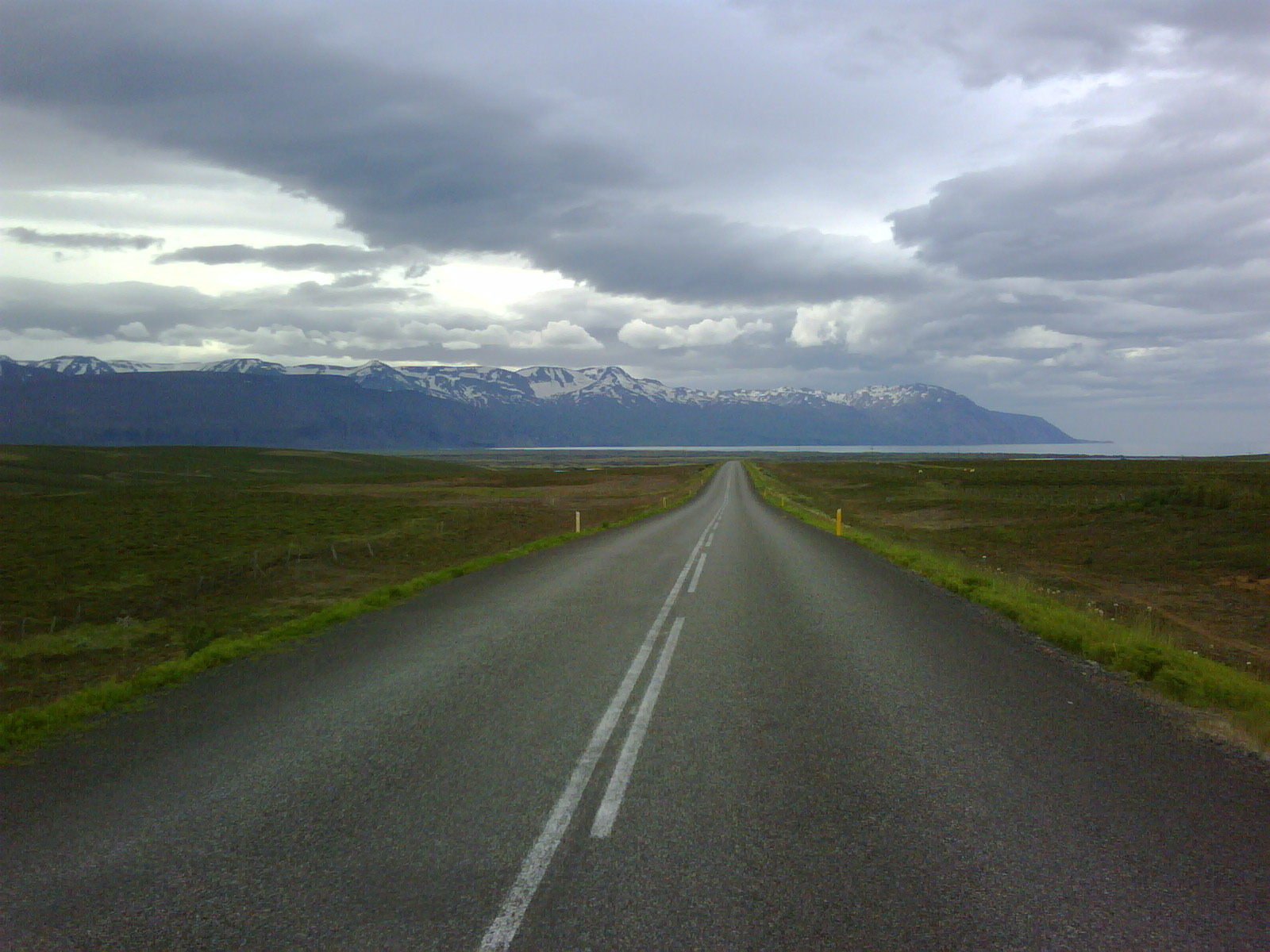
Strada 87 verso Húsavík